# Valbonne
Valbonne (Occitaans: Vauboa of Vaubona) is een middeleeuws Provençaals stadje tussen Cannes en Grasse, op vijftien kilometer van de bron van de Brague, een rivier die in Opio ontspringt. Het ligt in het departement Alpes-Maritimes, in het kanton Le Bar-sur-Loup. Valbonne betekent: het goede dal (Latijn Vallis bona).
De gemeente Valbonne telde op 1 januari 2022 woonden er 12.389 inwoners. Het laagste deel van Valbonne ligt op 75 m en het hoogste op 302 m. De gemiddelde hoogte is 200 m. De oppervlakte van Valbonne bedroeg op 1 januari 2022 18,97 vierkante kilometer; de bevolkingsdichtheid was toen 653,1 inwoners per km².
De onderstaande kaart toont de ligging van Valbonne met de belangrijkste infrastructuur en aangrenzende gemeenten.

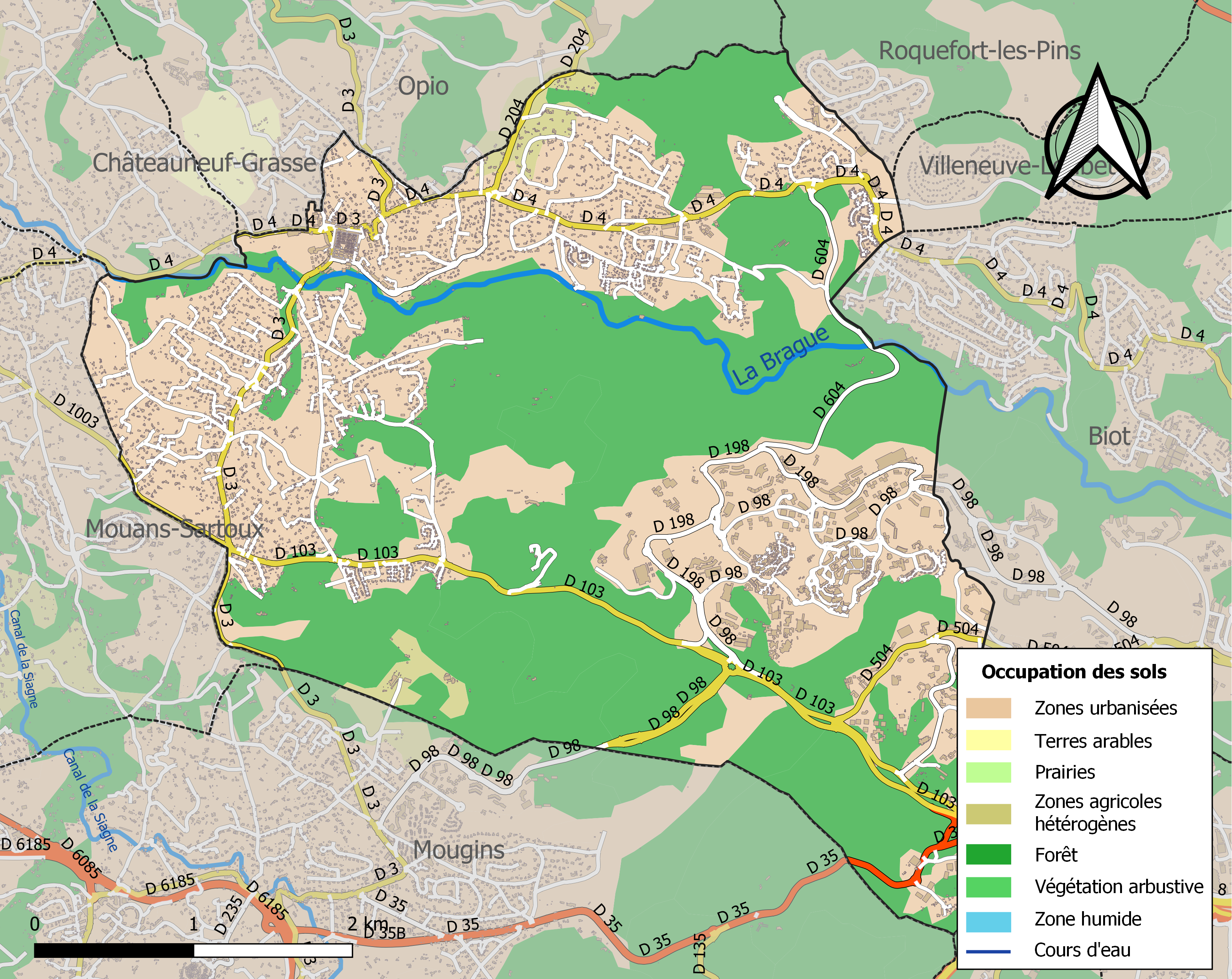

Sinds oktober 2016 is Christophe Etoré burgemeester van Valbonne. De inwoners van Valbonne worden Valbonnais genoemd.

## Gemeentegrenzen
De gemeente Valbonne grenst aan:
- Antibes
- Biot
- Grasse (de parfumstad)
- Mougins
- Opio
- Roquefort-les-Pins (ooit de verblijfplaats van Wim Sonneveld en van Annie M.G. Schmidt)

Behalve het stadje Valbonne zijn er in de gemeente Valbonne twee nieuwe stadjes (villes nouvelles), genaamd:
- Garbejaire
- Haut-Sartoux, gebouwd voor de werknemers in het hierna beschreven Sophia Antipolis.

## Stedenbouwkundige opzet

### Kwadrantstructuur

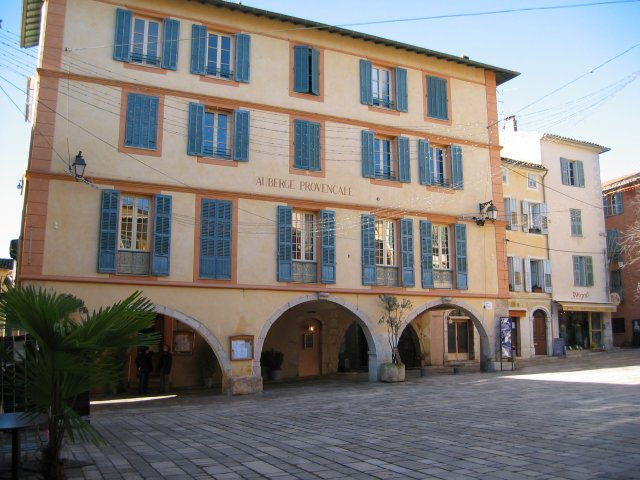
Place des Arcades

Valbonne is gebouwd volgens hetzelfde schaakbordpatroon als New York, met straten die loodrecht op elkaar staan. Door deze doordachte kwadrantstructuur konden branden zich moeilijker uitbreiden, omdat de aanzuigende werking van de slakstructuur ontbreekt, die bijvoorbeeld Mougins, één stadje verderop richting Cannes, kenmerkt. Het kwadrant is de Romeinse bouwstructuur, bekend van bijvoorbeeld de Italiaanse stad Lucca (de voormalige Romeinse nederzetting 'Luca' met één 'c'), in Valbonne geïntroduceerd door de monniken, gevestigd op een van de eilanden 'Iles de Lérins' vóór de kust van Cannes, die hier een nieuw klooster stichtten. Het klooster wordt nu gerestaureerd en wordt niet meer door monniken bewoond. Voor een deel vindt een streekmuseum er onderdak. Het ernaast gelegen oude kerkje is nog wel als zodanig in gebruik. De ernaast, half op de weg, gelegen zaal is in gebruik als expositieruimte met wisselende tentoonstellingen. Het 17e-eeuwse centrum van Valbonne wordt gevormd door het 'Place des Arcades', geheel volgens de Romeinse traditie een vierkant plein met aan de zijkanten gaanderijen met winkeltjes. Het plein wordt deels in beslag genomen door terrassen en wordt vaak gebruikt voor allerlei evenementen.
Aan de rand van het stadje staan 'maisons remparts', vestinghuizen. Karakteristiek voor dit stadje waren de (nu ontbrekende) poorten, waarmee het stadje destijds kon worden gesloten.

### Stratenplan

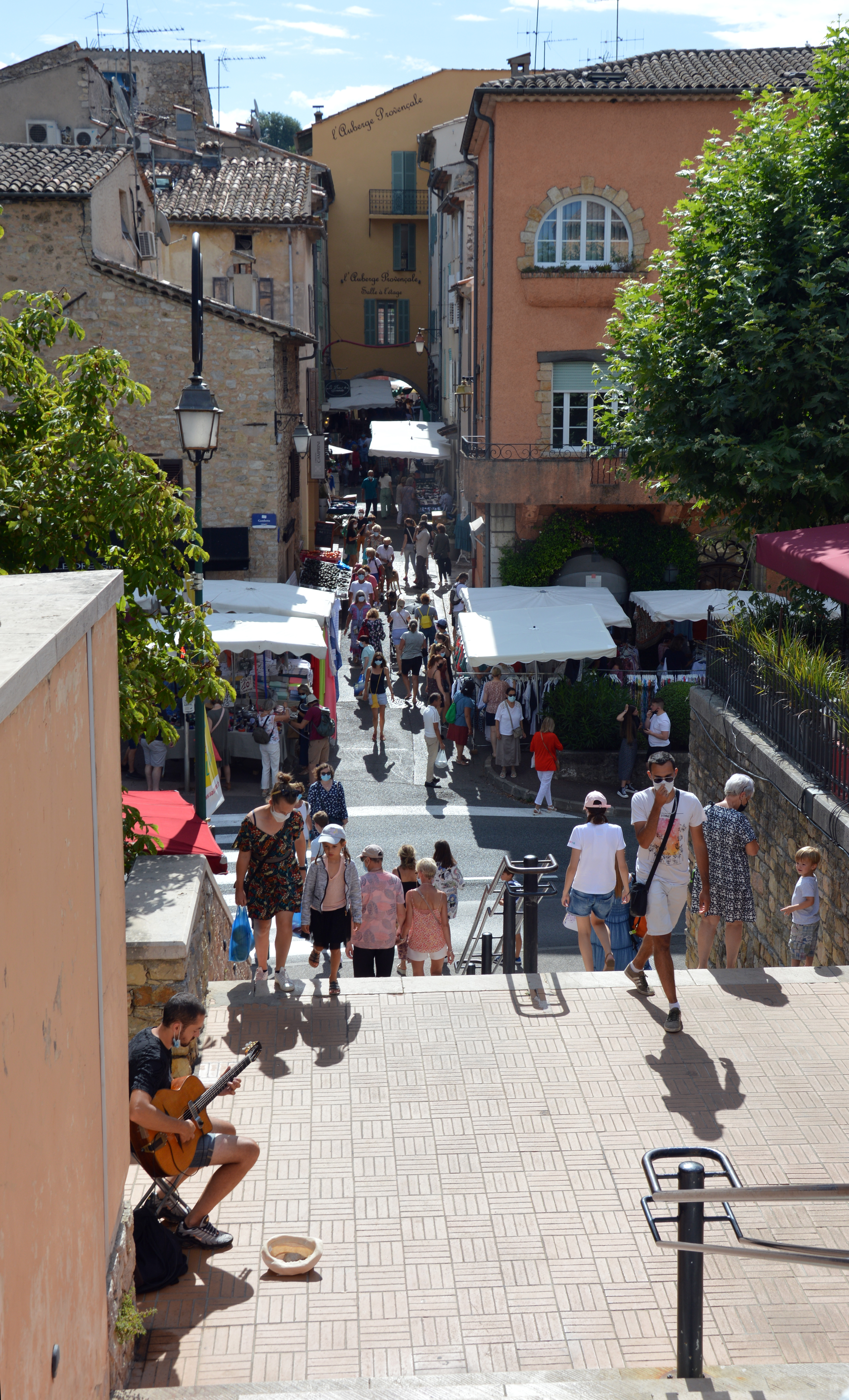
De trappen van de Allée Vito Di Cairano en de Rue Emile Pourcel leiden naar het centrale plein van Valbonne.

Vanuit het zuiden van Valbonne, waar het 'Hotel de Ville' en de kerk staan, naar het noorden, dus horizontaal gezien, heten de straten achtereenvolgens:
1. Rue de la Paroisse
2. Rue du Presbytère
3. Rue de l'Hotel Dieu
4. Rue Joseph Bermond
5. Place des Arcades
6. Rue des Arcades
7. Rue Emile Pourcel
8. Rue Eugène Giraud
9. Rue de la Fontaine
10. Rue de la Mairie
11. Rue du Rocher
12. Rue Alexis Julien

en vanuit het westen van Valbonne (de grote parkeerplaats) naar het oosten, dus verticaal gezien:
1. Rue de la République
2. Rue du Pontis
3. Rue Grande
4. Rue Saint Bernardin
5. Rue de la Brague
6. Rue du Frêne

Tot voor enkele jaren hing er om de hoek van de 'Grande Rue' op de 'Route de Carnot' een antiek tegeltableau met een stratenplan, dat inmiddels is vervangen door een modern bord met een stratenplan.

### Aan- en afvoerroutes
- Aan de zuidkant leidt de 'Avenue Saint Roche' naar de 'Route de Cannes' richting het zuiden-westen naar Mougins en Cannes,
- Aan de zuidkant leidt de 'Avenue de Pierrefeu' langs de begraafplaats richting zuidoosten naar Biot, Roquefort-les-Pins en Opio,
- Aan de noordkant leidt de 'Boulevard Carnot' via de 'Route de Grasse' richting noordwesten naar Plascassier en Grasse, en
- Aan de noordkant leidt de 'Boulevard Carnot' via de 'Route de Nice' naar Opio, Roquefort-les-Pins en Biot, Sophia Antipolis en Antibes.

## Geschiedenis

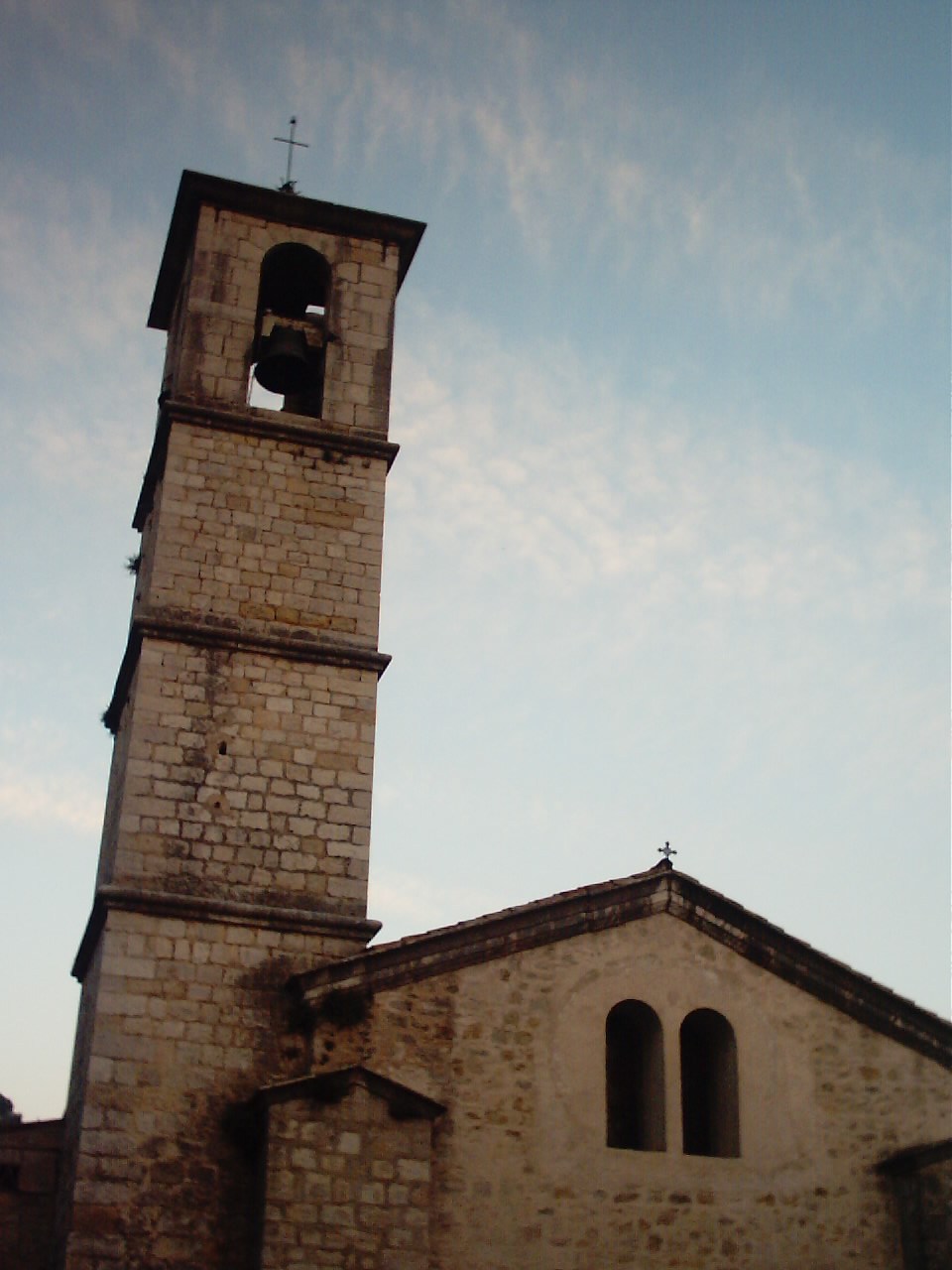
Kerk van Valbonne

### 1199
De geschiedenis van Valbonne is lange tijd verbonden geweest aan het klooster. De naam 'Vallis Bona' verscheen voor het eerst in de Charter van 6 februari 1199 van Olivier, de bisschop van Antibes.

### 1519
In 1519 nam Augustin Grimaldi, bisschop van Grasse en overste van de monniken van Lérins, het initiatief om naast de abdij een stadje te bouwen: het stadje Valbonne. Dit om de streek weer leven in te blazen, nadat de bevolking in de omgeving van Cannes en wijde omtrek door de pest in 1351 behoorlijk was uitgedund. De monniken haalden veel gastarbeiders (avant la lettre) uit Italië om hun uitgebreide landerijen te bewerken. Tot op heden wonen in de buurt nog veel Fransen met Italiaanse namen.

### 19e/20e eeuw
Tot de 20e eeuw was Valbonne sterk op landbouw gericht, met name op olijven, alsmede op de kweek van rozen en jasmijn voor parfums.
In een kadastraal overzicht van 29 juli 1834 zijn de volgende gegevens te lezen:

Het stadje is opgebouwd uit 374 gebouwen, bestaande uit woningen, winkeltjes en utilitaire bestemmingen op een oppervlakte van ruim 9 hectare. Er zijn 5 meelmolens, 5 olijfoliemolens en 5 molens voor zeep, gemaakt uit niet voor consumptie bestemde olijfolie. Er zijn 4 broodbakkerijen en 2 dakpannenfabriekjes. Rond het stadje ligt aan te bewerken landbouwgrond ruim 138 hectare, ruim 6 hectare weiland en ruim 460 hectare beplant terrein (waarvan ongeveer 104 hectare wijnranken, 234 hectare olijfbomen en 122 hectare gemengd wijnranken en olijfbomen). Voorts bossen van ruim 945 hectare. Wegen, straten, plein, wandelpaden, religieus terrein en begraafplaats nemen ongeveer 22 hectare ruimte in beslag. Riviertjes, meertjes en stroompjes beslaan een oppervlakte van ruim 15 hectare. Valbonne beslaat dus in totaal een oppervlakte van ruim 1875 hectare op een inwonersaantal van ongeveer 1.130 inwoners.

### Servandruif
Begin 20e eeuw werd hier de Servan verbouwd. Gedurende de winter werden deze druiven bewaard en gedroogd in 'cabanes', kleine schuurtjes. Door een ziekte is de druif verdwenen. Waar eens de druivenstokken stonden, hebben nu Provençaalse villa's hun plaats ingenomen.

### Ontwikkeling Sophia Antipolis
Tot voor enkele tientallen jaren had Valbonne het in de zomer moeilijk wegens watergebrek. Door de aanleg van nieuwe buizen behoort dat tot het verleden en is Valbonne tot grote welvaart gekomen, mede dankzij het succes van het technologiepark Sophia Antipolis en de vele buitenlanders die zich er hebben gevestigd.

## Infrastructuur

### Algemeen
Valbonne beschikt over een ruim aanbod aan stedelijke voorzieningen zoals winkels en horeca. In de smalle 'Grande Rue' staat het voormalige gemeentehuis met toren, fonteintje en drinktrog voor paarden, waar een museum gevestigd is met keramiek uit de periode 1880-1950 en werk van bekende namen als Picasso. Tot de komst van aluminium voor keukengerei maakte men in deze streek (Valbonne, Vallauris, Biot) veel aardewerk, waaronder de grote jarres (stenen kruiken). Op diverse plaatsen in de buurt zijn Romeinse thermische bronnen met daarom heen gebouwd kuuroorden, en aan de kust Thalassocentra.

### Evenementen
Elke eerste zondag van de maand is er een antiekmarkt en eens per jaar een grote antiekmarkt. In het laatste weekend van januari er het mimosacorso, voorafgaand aan het feest van Sint-Blasius. Op 16 augustus is het feest van Sint-Rochus, met een openluchtmis en de zegening van dieren, ook die van het jaarlijkse circus.

### Scholen
In Valbonne en omstreken bevinden zich diverse scholen, waaronder een Nederlandse school ('De Gouden Klomp' in Opio). De aanvullende Nederlandse school voor vwo in Roquefort-les-Pins is medio 2007 opgeheven. In 2003 is er een nieuw Frans 'collège' gebouwd en in 2006 een nieuw Frans Lycée, beide internationaal gericht, omdat er verschillende buitenlandse talen worden onderwezen. De International School of Sophia Antipolis, die sinds 2004 zelfstandig was, is sinds mei 2006 ter ziele en werd weer onderdeel van het Centre international de Valbonne.

## Verkeer en vervoer

### Wegverkeer
Valbonne is bereikbaar vanaf de snelweg A10: na afslag Mougins richting Grasse en omhoog via de D103, die overgaat in de D3. Aleternatieve routes vanaf de A10 zijn: afslag Cagnes/Vence; afslag Villeneuve-Loubet via Roquefort-les-Pins; en afslag Antibes-Sophia/Antipolis.
In Valbonne bevindt zich een busstation, van waaruit diverse bussen de omliggende gemeenten (ook Cannes en Nice) bereiken. Kinderen kunnen de scholen bereiken met speciale schoolbussen.

#### Afstanden en reistijden
Amsterdam 1450 km; Aix-en-Provence 150 km. 
Antibes/Cannes/Nice 0,5 uur; Avignon 3 uur; Lyon 5 uur; Barcelona 5,5 uur; Monaco: 0,75 uur; Ventimiglia: 1 uur; de Ligurische kust 1,5 uur; Genua 3 uur; Milaan 4 uur; Turijn 3,5 uur; Florence en Toscane 5,5 uur.

### Vliegvelden
- Op 20 minuten met de auto ligt het internationale vliegveld Nice
- Op 1,5 uur ligt bij  Marignane het internationale vliegveld Aéroport Marseille Provence
- Op 20 minuten, richting Aix-en-Provence, ligt bij afslag Cannes/La Bocca een vliegveld voor privévliegtuigen
- In de nabije omgeving zijn diverse helihavens.

## Ontspanning

### Sport en beweging
Binnen een cirkel van vijftien kilometer liggen tien golfbanen. Ook zijn er veel tennisbanen (Opio, Mougins, Villeneuve Loubet).
Valbonne heeft een eigen voetbalstadion.
Er zijn faciliteiten voor zwemmen, zaalsporten, vechtsporten, yoga, paardrijden, wind- en katesurf, mountainbike, voetbal, handbal en volleybal en petanque (jeu de boules). Langs de rivier de Brague, die loopt van Valbonne naar Biot, zijn natuurwandelingen uitgezet.

### Cultuur
Over Valbonne liep waarschijnlijk een van de pelgrimroutes naar het bedevaartsoord Santiago de Compostella, waaraan her en der verspreid wordt herinnerd door de kleine bidkapelletjes en kruizen langs de kant van de weg. Er bestaat een Franse stichting, de Association des Amis des Oratoires, die zich bezighoudt met de inventarisering en het behoud van deze kapelletjes en kruizen

### Sociale contacten
In Sophia Antipolis is de organisatie Accueil Villes Françaises, A.V.F., gevestigd, die zich richt op buitenlanders voor gezelligheid, conversatiegroepen en dergelijke, juist ter stimulering van de internationale contacten. Vanwege de zuigende economische werking van Sophia Antipolis wonen er veel jonge buitenlandse gezinnen.

## Sophia Antipolis
Binnen de gemeentegrenzen van Valbonne bevindt zich het internationale technologiepark Sophia Antipolis, ook wel Telecom Valley genaamd, als tegenhanger van het Amerikaanse Silicon Valley. Op 2.300 hectare hebben zich daar ruim 1.300 bedrijven op IT-gebied gevestigd met ruim 30.000 werknemers. In Sophia Antipolis is ook het technische deel van de Universiteit van Nice gevestigd, met 3500 studenten. Inmiddels is door Valbonne met de diverse omliggende gemeenten een samenwerkingsvorm gesloten, onder andere ter huisvesting van de werknemers van Sophia Antipolis.

## Klimaat
De hard en aanhoudend waaiende, in de winter koude, noordenwind, de mistral, die andere delen van Zuid-Frankrijk regelmatig plaagt, wordt in deze omgeving tegengehouden door het Esterelmassief, zodat het klimaat in Valbonne beschut, mild en subtropisch is, dat wil zeggen tropische zomers en milde winters. Sneeuw is hier zeldzaam.
In het najaar loopt de regentijd in het algemeen van half oktober tot half november. Als het dan regent, regent het hard. Na een regenbui ligt er meestal sneeuw op de omringende bergtoppen. Half februari bloeit de mimosa, daarna de brem; de bergen tussen Cannes en Mandelieu zijn dan helemaal geel gekleurd. Daarna komen de irissen en klaprozen op. Van half maart tot half april regent het regelmatig. In mei valt er gemiddeld tweemaal per week een bui; in juni eenmaal per week. Vanaf juli tot half oktober regent het vrijwel niet, een enkele plotselinge onweersbui daargelaten. In de bergen onweert het in de zomer echter geregeld.

## Lijst van burgemeesters van Valbonne
- 1790  Antoine Périssol
- 1791  Honoré Courmes
- 1791  Joseph Palanque
- 1792  Jean-Paul Bermond
- 1796  Honoré Courmes
- 1797  Jacques Feraud
- 1798  Jean Bareste
- 1800  Jean-Pierre Palanque
- 1802  Jean Bareste
- 1813  Joseph Palanque
- 1816  Jean Bareste
- 1830  Joseph Palanque
- 1840  Blaise Foucard
- 1851  Ferdinand Ardisson
- 1865  Honoré Autran
- 1870  Eugène Giraud
- 1884  Benoît Layet
- 1888  Théophile Consolat
- 1892  Joseph Castou
- 1894  Antoine-Joseph Périssol
- 1900  Joseph Bermond
- 1936  Maurice Borie
- 1941  Louis Morin Président de la délégation spéciale
- 1944  Jean Palanque Président de la délégation spéciale
- 1944  Joseph Pagano Président du Comité de Libération
- 1945  Émile Pourcel
- 1959  Jean Riquier
- 1971  Albert Ouvrier
- 1983  Gustave Giraud
- 1989  Michel Rolant
- 1996  Marc Daunis
- maart 2001-2008  Marc Daunis (PS)
- maart 2008-2015  Marc Daunis (PS)
- oktober 2016 Christophe Etoré

## Demografie
Onderstaande figuur toont het verloop van het inwonertal (bron: INSEE-tellingen).
Vanwege een beveiligingsprobleem met de MediaWiki Graph-software is het momenteel niet mogelijk deze grafiek weer te geven. Zodra de software is bijgewerkt zal de grafiek vanzelf weer zichtbaar worden.
De bevolkingsdichtheid is berekend op 711 inwoners/km² (per 1 januari 2019). De cijfers zijn gebaseerd op daadwerkelijk ingeschreven inwoners. In Valbonne is het aantal huizen sterker gegroeid dan het aantal inwoners, omdat veel huizen in deze omgeving in handen zijn van buitenlanders, die hun huis hier gebruiken als tweede huis.